# Gábor Gál
Gábor Gál, maďarsky Gál Gábor, (* 22. listopadu 1974, Šaľa) je slovenský právník a politik maďarské národnosti, mezi lety 2002 až 2018 poslanec NR SR za SMK později Most-Híd, mezi lety 2018 a 2020 působil jako ministr spravedlnosti Slovenska.

## Biografie
Narodil se roku 1974 ve městě Šaľa v Západoslovenském kraji v tehdejší Československé socialistické republice. V roce 1993 odmaturoval na Gymnáziu s maďarským vyučovacím jazykem v Galantě. Vystudoval na Právnické fakultě Univerzity Komenského v Bratislavě. Od roku 1995 pracuje jako advokát. V letech 2008 a 2009 byl členem představenstva Nemocnice s poliklinikou Svatého Lukáše v Galantě. Hovoří plynně česky, maďarsky, německy a slovensky.

### Kauza Hedviga Malinová
Jako poslanec NR SR za SMK dne 12. září 2006 prohlásil, že bude jako právník zastupovat Hedvigu Malinovou v její kauze údajného útoku v Nitře. O dva dny později však prohlásil, že ji zastupovat nebude, aby tato kauza nebyla politicky ovlivňována.

### Politická kariéra
- Komunální volby na Slovensku 1994: zvolen členem obecního zastupitelstva obce Veľká Mača v okrese Galanta.
- Parlamentní volby na Slovensku 2002: zvolen poslancem NR SR za SMK.[2]
- Parlamentní volby na Slovensku 2006: zvolen poslancem NR SR za SMK.
- Volby do orgánů samosprávných krajů na Slovensku 2009: neúspěšně kandidoval za Most-Híd na post župana (hejtmana) Trnavského samosprávního kraje.
- Parlamentní volby na Slovensku 2010: zvolen poslancem NR SR za Most-Híd.
- Parlamentní volby na Slovensku 2012: zvolen poslancem NR SR za Most-Híd.
- Parlamentní volby na Slovensku 2016: zvolen poslancem NR SR za Most-Híd. Dne 22. března 2018 se ujal funkce ministra spravedlnosti Slovenské republiky.[1]